# Butia capitata

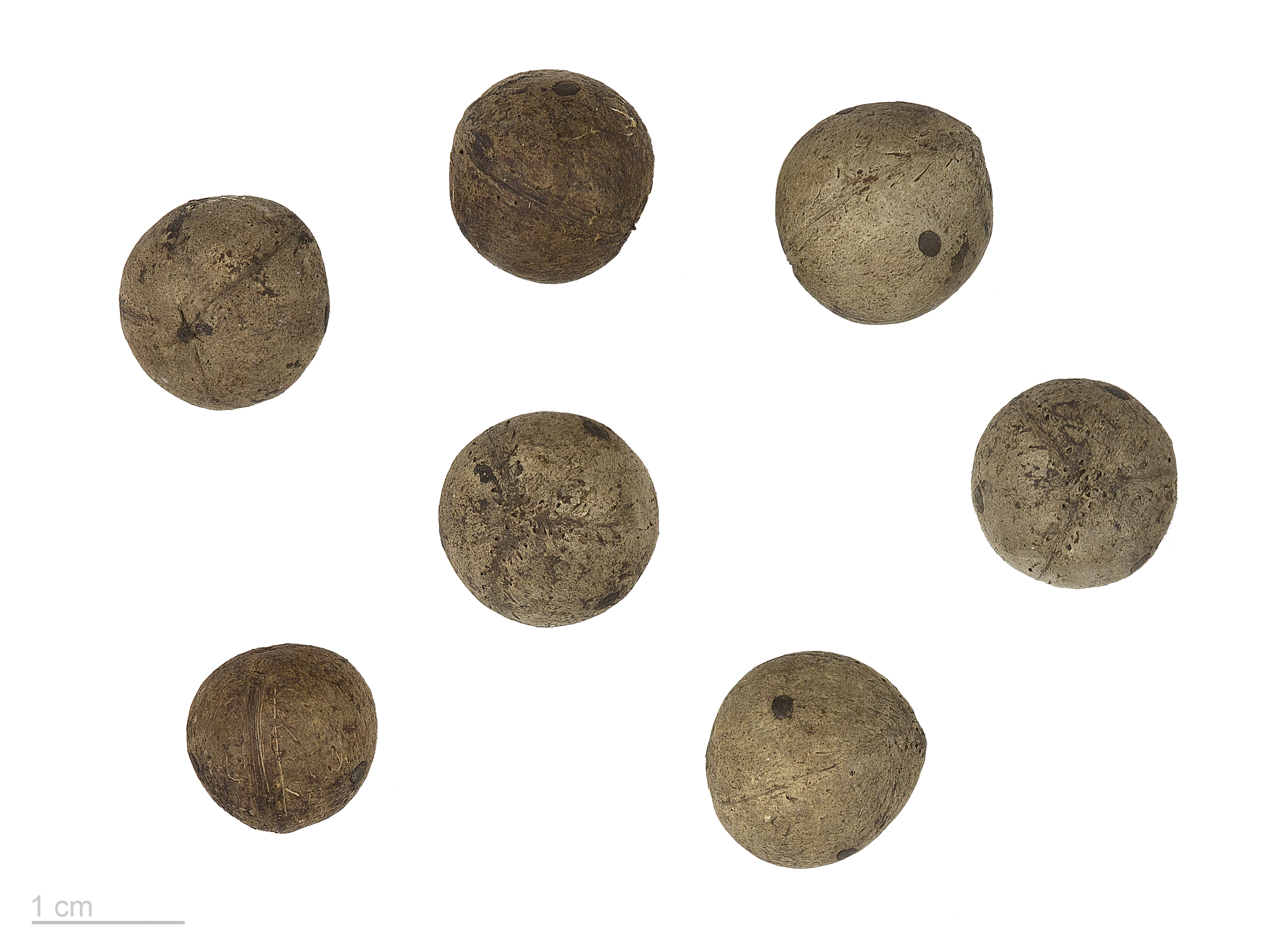
Butia capitata - MHNT

Butia capitata (Martius /Beccari) é uma palmeira conhecida por bútia-capitata-maior.

## Etimologia
Segundo J. Barbosa Rodrigues (Sertum Palmarum I, p. 81) o nome indígena “butiá” é uma corruptela de ‘mbotia’ que por sua vez vem de ‘mbo’ fazer, e “tia” dente incurvo, alusão aos dentes que guarnecem lateralmente o pecíolo da folha do butiazero.
Beccari sugere que Martius (Cocos capitata Mart.) ao ver essas palmeiras queimadas pelo fogo, após um incêndio de campo, vendo a coroa foliosa remanescente usou o nome “capitata” por parecerem cabeças de longe. Mas na realidade deve ser apenas a tradução do nome vulgar “cabeçudo” usado na Bahia, ou “coqueiro-cabeçudo”, apelidado pelos mineiros.
A variação Butia capitata (Martius) Beccari var. odorata (Barb. Rodrigues) Beccari, tem seu nome odorante “…impuz-lhe o nome C. odorata, pelo facto de serem os frutos muito cheirosos quando maduros” J. Barbosa Rodrigues. Porem é uma variação não reconhecida pelo Kew Gardens.

## Principais publicações
Beccari, Agric. Coloniale 10 (2): 513.1916; Reitz, Anais Bot. Do H. B. R. 5: 245. 1953; B. E. Dahlgren, Field Mus. Nat. Hist. Bot. Ser. 14: 79. 1936; L. B. Bailey, Gentes Herbar. 4:26, 1936; H. E. Moore Jr., Princepes 7: 132. 1963.
Cocos odorata Bar. Rodr., Plant. Nov. Cult. Jard. Bot. Rio de Janeiro 1:1891; Sertum Palmarum Brás. 1: 92, fig. T. 68A. 1903.
Syagrus capitata (Mart.) Glassman, Fieldiana: Botany 32: 236. 1970, em parte.

## Descrição Botânica
Palmeira de 3–5 m de alt., Folhas de 1–2 m ou mais, ascendentes e em cima arqueadas, levemente azuladas ou glaucas ao menos na face inferior; pecíolo robusto com base ate 8 cm ou mais de larg. E guarnecido com muitos dentes fortes ou espinhos aduncos ate 4 cm de comp., pinas firmes na maioria igual e singelamente espaçadas na ráquis que é arredondada por baixo e largamente sulcada por cima dos folíolos principais ate 20 mm ou mais de larg. E 70 cm ou mais de comp., ápice bilobado.
Espádices acima do pedúnculo 75 cm ou mais de comp., glabro, com muitos ramos densamente floridos, ocroleucos, ou esvrdeados, as brácteas subtendo Flores masc. Não conspicuamente divaricado-pontuadas, botões estaminados no período da antese na maioria largos (ca. 4 mm a 6 mm de alt.) angulados mas não contortos ou curvos, algo triangulares, prominentemente multinervados; Flores fem. 7–10 mm de comp.
Fruto largamente cônico a depresso-globoso não excedendo muito 20 mm de comp. Axial e muitas vezes 3–5 mm mais largo do que isto; Caroço quase globular, ca. 13 mm de alt., poros proeminentes, compartimentos 1-3. Frutos são perfumados e comestíveis, de agradável sabor, menos os ácidos.

## Fenologia
Floresce de setembro a janeiro e frutifica de dezembro a março.

## Ecologia
Espécie heliófita, característico dos solos arenosos e rochosos, bem como das dunas fixas, crescendo ora nos campos litorâneos, ora de permeio à densa vegetação arbustiva da restinga. Forma muitas vezes pequenos agrupamentos chamados butiazais, ou pelo nome indígena ‘butiatuba’.
Frequentemente pode ser observada em estado de cultivo em jardins e praças, em virtude do seu belo aspecto e suas vistosas inflorescências, sobe tudo nas cidades próximas ao litoral.

## Butia — o gênero
Palmeira monóica, de folhas pinadas, de estipe singelo, de estatura baixa ou media ou às vezes aparentemente acaule; Espique reforçado em comparação com sua altura, coberto por anos com restos de pecíolos entre os quais às vezes germinam sementes, mas que eventualmente também podem cair e tornar o estipenu na parte inferior; Folhas longo-pinadas, na maioria algo glaucas ou de um tom azulado, raquis convexa por baixo e quilhada ou sulcada na parte superior, pecíolo expandido para a base e formando dentes ou espinhos aduncos ao longo da margem e normalmente também material mais ou menos fibroso ou peludo, pinas 25-50 pares fixas em geral separadamente na ráquis ou às vezes em grupos de 2 ou 3, estreitas (2,5 cm ou menos de larg.) com nervura paralelas, ponta variadamente lobada.
Espádice longo forte quase do mesmo tamanho que a espata, ramificando simplesmente ao longo do eixo; Espata interfoliar composta de duas partes ou valvas, sendo a exterior menos da qual emerge a interior que é maior, sendo longa, estreita e lenhosa, às vezes mais de 1 m de comp. E com ponta, insconspicuamente fino-nervada pelo comp. Mas não sulcada ou quilhada, abrindo-se pelo comprimento ao longo do lado inferior.
Flores masc. Com 3 sépalos e 3 pétalos valvados maiores que o s sépalos, 6 estames, pistilódio geralmente presente; Flores fem. curto-cônicas com invólucros nervados imbricados, pistilo simples, glabro, 3 estigmas, primariamente 3 compartimentos no ovário.
Fruto, drupa carnosa, mais ou menos acamada dentro do perianto ou cúpula, 6-divisa, caroço 1, geralmente da mesma conformação da drupa desenvolvendo 1, 2 ou 3 sementes de forma regular, poro micropilar sobre cada compartimento no meio ou geralmente abaixo do meio, álbume homogêneo, não ruminado, duro, branco, embrião mais ou menos lateral.

## Fonte
Flora ilustrada Catarinense,Palmeiras, P. Raulino Reitz, Itajaí SC 1974.